# Jörg Nickel
Jörg Nickel (* 30. November 1967 in Hamburg) ist ein deutscher Politiker (Bündnis 90/Die Grünen).

## Leben
Jörg Nickel studierte Politikwissenschaft und promovierte anschließend als Meeresbiologe. Er arbeitete mehrere Jahre als Öffentlichkeits-Referent und wissenschaftlicher Mitarbeiter für die Grüne Landtagsfraktion und vertrat zwei Jahre als Sprecher die Grüne Landesarbeitsgemeinschaft Natur und Umwelt. Nickel lebt in Kiel. Er ist verheiratet und hat zwei Kinder.
Nickel rückte am 25. Januar 2012 als Landtagsabgeordneter für Thorsten Fürter nach, der sein Mandat niedergelegte, nachdem er im Januar 2012 beim Landesparteitag der Grünen mit seiner Bewerbung um einen Listenplatz für die Landtagswahl 2012 gescheitert war. Nickel war Sprecher seiner Fraktion für Netzpolitik und Meeresschutz und stellvertretendes Mitglied im Europaausschuss. Bei der vorgezogenen Landtagswahl im Mai 2012 errang er kein Mandat.
Bei der Bundestagswahl 2017 kandidierte Jörg Nickel auf Platz 4 der Landesliste der Grünen in Schleswig-Holstein. Er zog jedoch nicht in den Bundestag ein.